# Kalfa
Kalfa var titeln för en kvinnlig tjänare (slav) eller hovdam i det kejserliga osmanska haremet. 
Kalfa var det osmanska hovets motsvarighet till en odalisk, vilket var det vanliga namnet för en tjänsteflicka i det Osmanska riket. Tjänsteflickor var i allmänhet slavar. 
De kunde ha flera olika titlar utifrån den tjänsteställning de hade, och varje kunglighet och konkubin hade en senior kalfa och en junior kalfa. En kalfa med hög ställning kallades ofta Hanim ("Dam"). En kalfa med titeln Hazinedar eller Usta var kalfas med kvalificerade uppgifter, underordnade Hazinedar Usta; en Hünkar Kalfalari var en kalfa som tjänade sultanen personligen. Varje kunglighet hade sitt eget hushåll av kalfas, som lydde under Daire Kalfasi, som var chef över kalfas i deras hushåll; alla Daire Kalfasi i sin tur lydde under Büyük Kalfa. Samtliga kalfas lydde under Saray Ustas, som var hela hovets huvud-kalfa.
I slutet av 1800-talet, när slaveriet började dö ut, började det anställas fria kvinnor som avlönade hovdamer. 